# Большеприваловское сельское поселение
Большеприваловское сельское поселение — муниципальное образование в Верхнехавском районе Воронежской области.
Административный центр — село Большая Приваловка.

## Население
| 2000 | 2005 | 2010 | 2012 | 2013 | 2014 | 2015 | 2016 | 2017 |
| ---- | ---- | ---- | ---- | ---- | ---- | ---- | ---- | ---- |
| 885  | ↘844 | ↘736 | ↘702 | ↘688 | ↗702 | ↘688 | ↘684 | ↗698 |
| 2018 | 2019 | 2020 | 2021 |      |      |      |      |      |
| ↘664 | ↘641 | ↘638 | ↘600 |      |      |      |      |      |

## Административное деление
В состав поселения входят:
- село Большая Приваловка,
- село  Беловка.